# 산토닌
산토닌(santonin)은 과거에 구충제로 널리 사용되었던 약제이다. 무색의 평평한 프리즘으로 구성된 유기 화합물이며 빛과 반응할 때 살짝 노란색으로 바뀌며 알코올, 클로로포름, 끓는 물에 녹는다.

## 생합성
본 문서에는 현재 퍼블릭 도메인에 속한 브리태니커 백과사전 제11판의 내용을 기초로 작성된 내용이 포함되어 있습니다.